# Dichaetomyia centralis
Dichaetomyia centralis är en tvåvingeart som beskrevs av Malloch 1929. Dichaetomyia centralis ingår i släktet Dichaetomyia och familjen husflugor. Inga underarter finns listade i Catalogue of Life.